# طلب نظام

الزر على لوحة المفاتيح الإنجليزية

زر طلب النظام (غالبا ما يختصر SysRq أو Sys Req) مفتاح على لوحات المفاتيح من جهاز الكمبيوتر الشخصي ليس ليها استعمال واحد. الغرض الأصلي منها كان إرسال طلب إلى نظام التشغيل لن يتعارض مع أي برامج مستخدم.